# Diederichia pseudeverniae
Diederichia pseudeverniae är en svampart som först beskrevs av Etayo & Diederich, och fick sitt nu gällande namn av D. Hawksw. 2003. Diederichia pseudeverniae ingår i släktet Diederichia, klassen Dothideomycetes, divisionen sporsäcksvampar och riket svampar.   Inga underarter finns listade i Catalogue of Life.